# Pterygotioidea
Ne doit pas être confondu avec Pterygota ou Pterygotidae.
Super-famille
Les Pterygotioidea constituent une super-famille éteinte de grands arthropodes marins comprenant le genre Pterygotus.

## Présentation
Ils étaient carnivores et prenaient leurs proies en embuscade en se cachant sous le sable. Ils se nourrissaient d'autres arthropodes plus petits comme Brontoscorpio ou de poissons primitifs comme Ateleaspis ou Cephalaspis, ou même de requins, apparus peu après eux, comme Stethacanthus. Ils rétréciront 40 millions d'années plus tard, à l'ère dévonienne, ou ils seront remplacés par d'ambitieux poissons carnivores géants, comme Hyneria, un gigantesque sarcoptérygien de cinq mètres de long.